# Saint-Barthélemy
Saint Barthélemy (også kendt under forkortelserne Saint Barts på engelsk og Saint Barth på fransk) er en lille ø i Caribien. Fra 2007 udgør den en fransk oversøisk kollektivitet. Før dette var den del af det oversøiske departementet Guadeloupe. På øen bor der cirka 6.800 mennesker, og det officielle sprog er fransk. St. Barths er kun 10 km lang og knap 4 km på det bredeste sted, i alt cirka 25 km² i størrelse.
Denne lille ø var Sveriges sidste koloni. Kong Gustav III af Sverige byttede sig til den fra Frankrig i 1784. Næsten hundrede år senere, i 1878 solgte svenskerne den tilbage til franskmændene, men den dag i dag findes der mange spor fra svensketiden. Hovedstaden på øen er Gustavia, som blev opkaldt efter Gustav III.

## Geografi
Saint-Barthélemy ligger 250 km øst for Puerto Rico, 230 km nordvest for Guadeloupe og 25 km sydøst for Saint Martin. Øerne Saba og Anguilla i De Små Antiller ligger også i nærheden. Kystlinjen er på 32 km og det højeste punkt er Vitet med 286 meter over havets overflade. Øens økonomiske zone er på 4 000 km².
Øen er kuperet og har et areal på 21 km², men medregnet småøerne rundt om hovedøen er arealet på 25 km². Småøerne er bl.a. île Chevreau, Coco, île Fourchue, île Frégate, La Tortue, île Le Boulanger, Les Grenadins, Pain de Sucre, île Pelé, île Petit Jean og Toc Vers.
Øens største bebyggelse og hovedstad er Gustavia, der er opkaldt efter kong Gustav III af Sverige.
Den ældste bebyggelse på øen er landsbyen Lorient (eller L'Orient).
Tidevandsforskellen på Saint-Barthélemy er på 8-15 cm.
| Quartier Sous le Vent | Quartier Sous le Vent | Kort over Saint-Barthélemys Quartiers | Quartier Au Vent          | Quartier Au Vent |
| --------------------- | --------------------- | ------------------------------------- | ------------------------- | ---------------- |
| 1                     | Colombier             |                                       | 21                        | Morne Criquet    |
| 2                     | Flamands              | 22                                    | Morne de Dépoudré         |                  |
| 3                     | Terre Neuve           | 23                                    | Gouverneur                |                  |
| 4                     | Grande Vigie          | 24                                    | Anse du Gouverneur        |                  |
| 5                     | Corossol              | 25                                    | Morne Rouge               |                  |
| 6                     | Merlette              | 26                                    | Grande Saline             |                  |
| 7                     | La Grande Montagne    | 27                                    | Petite Saline             |                  |
| 8                     | Anse des Lézards      | 28                                    | Lorient                   |                  |
| 9                     | Anse des Cayes        | 29                                    | Barrière des Quatre Vents |                  |
| 10                    | Le Palidor            | 30                                    | Camaruche                 |                  |
| 11                    | Public                | 31                                    | Grand Fond                |                  |
| 12                    | Col de la Tourmente   | 32                                    | Toiny                     |                  |
| 13                    | Quartier du Roi       | 33                                    | Devet                     |                  |
| 14                    | Le Château            | 34                                    | Vitet                     |                  |
| 15                    | Aéroport              | 35                                    | Grand Cul-de-Sac          |                  |
| 16                    | Saint-Jean            | 36                                    | Pointe Milou              |                  |
| 17                    | Gustavia              | 37                                    | Mont Jean                 |                  |
| 18                    | La Pointe             | 38                                    | Marigot                   |                  |
| 19                    | Lurin                 | 39                                    | Anse de Grand Cul-de-Sac  |                  |
| 20                    | Carénage              | 40                                    | Petit Cul-de-Sac          |                  |

## Klima
Saint-Barthélemy har et tropisk klima. Middeltemperaturen om vinteren er 26 °C med temperaturer op til 33 °C og om sommeren er middeltemperaturen 28 °C med temperaturer op til 35 °C. Vandet er én grad varmere end luftens middeltemperatur, og om eftermiddagen kan det være korte regnskyl. Det er ikke usædvanligt med storme og af og til orkaner i perioden fra september til november.

## Demografi
Saint Barthélemy gennemførte en folketælling i januar 2007, hvor øens befolkning blev optalt til 8 450 indbyggere. Befolkningstætheden er 402 pr km². I modsætning til andre øer i Vestindien er de fleste indbyggere på øen hvide.
Hovedsprogene er kreolsk og fransk.

## Politik
Administrativt var øen Saint-Barthélemy en fransk kommune (commune de Saint-Barthélemy) og en del af Guadeloupe, som er en oversøisk region og et oversøisk departement, og dermed en del af Den Europæiske Union.
I 2003 stemte øens befolkning for at blive skilt fra Guadeloupe for at danne et eget fransk Collectivité d'outre-mer.
Det første lokalvalg for Saint-Barthélemy blev afholdt 1. juli 2007, hvor Bruno Magras og hans parti Saint-Barth d’abord! i samarbejde med UMP fik flertal med 72,23% af stemmerne i først valgrunde.
Resultat efter lokalvalget i 2007: 
| Parti                            | Stemmer | %      | Antal sæder |
| -------------------------------- | ------- | ------ | ----------- |
| Saint-Barth d’abord! / UMP       | 2399    | 72,23  | 16          |
| Tous unis pour St-Barthélemy     | 330     | 9,94   | 1           |
| Action Equilibre et Transparence | 330     | 9,94   | 1           |
| Ensemble pour St-Barthélemy      | 262     | 7,89   | 1           |
| Totalt                           | 3321    | 100,00 | 19          |

## Transport og kommunikation
Saint-Barthélemy har en lille flyveplads, Gustav III lufthavn, som betjenes af små rutefly. De fleste fly, der lander på øens flyveplads har færre end 20 passagerer, som fx Twin Otter.
Øens flyselskab St. Barth Commuter flyver til begge lufthavne på Saint Martin, Prinsesse Juliana internationale lufthavn og den mindre flyveplads L'Espérance lufthavn. WinAir har også flyvninger til øen fra Saint Martin. Der går endvidere charterfly fra San Juan på Puerto Rico med Tradewind Aviation.
Flyvepladsen ligger på stranden St. Jean, hvor fly under landing passerer lige over hovederne på folk som bruger stranden. Små skilte på stranden opfordrer folk til ikke at ligge lige under indflyvningsruten.
Den nærmeste flyveplads for større fly ligger på naboøen Saint Martin.
Der er daglig færgeforbindelse fra Gustavia både til den nederlandske hovedstad på Saint Martin, Philipsburg, og til den franske, Marigot.

## Økonomi
Den officielle valuta på Saint-Barthélemy er euro.
INSEE anslår bruttonationalproduktet for Saint-Barthélemy til at være 179 millioner euro i 1999, noget som svarer til 26 000 euro pr indbygger. BNP pr indbygger i 1999 var 10 % højere end den europæiske del af Frankrig
Turisme er en vigtig næringsvej for Saint-Barthélemy. Øen har 25 hoteller, hvoraf de fleste har færre end 15 værelser. Det største hotel er Guanahani med 70 værelser.

## Historie

### Columbus opdager øen
Christoffer Columbus opdagede øen i 1496 og opkaldte den efter sin yngre bror, Bartholome. Den blev imidlertid først angivet som en lille prik på et spansk kort i 1523, dengang under navnet San Bartolemé. På grund af topografien tog det lang tid før nogen bosatte sig der.
Øen er bjergrig med stejle bakker, men uden adgang til ferskvand. Dette gjorde det vanskelligt for sukkerindustrien at etablere sig. Derfor kom der også få slaver dertil, men franskmænd og svensker brugte øen som handelsstation. Der blev aldrig nogen stor andel af slaver på denne ø, som sammen med Grand Cayman var en af få øer i Caribien hvor flertallet af indbyggerne var og er hvide.
I 1648 kom der nogen franske nybyggere til, men de blev dræbt af caribiske krigere efter nogen år. Senere etablerede en gruppe hugenotter fra Normandiet sig på øen for at drive piratvirksomhed i området, og St. Barths blev efterhånden en base for sådan virksomhed. Piraterne angreb til stadighed spanske galleoner i disse farvande.

### Svensk etablering i Vestindien
Gustav III blev Sveriges konge i 1771. Han ønskede at landet igen skulle blive en europæisk stormagt og var inspireret af Danmarks økonomiske udbytte fra kolonierne i Dansk Vestindien. Han ønskede sig derfor egne kolonier, som på den tid var et symbol på magt og prestige.
I 1784 skete der en uventet og særpræget transaktion mellem Frankrigs Ludvig 16. og svenskekongen. Mod at Frankrig overtog et større varehus (det vil sige handelsrettigheder) i Gøteborg, skulle Sverige få øen Saint-Barthélemy.
Den 23. august 1784 fortalte kongen under et møde med rigsrådet, at Sverige nu var i besiddelse af en ø i Vestindien. Dette kom åbenbart som en overraskelse for mange af medlemmerne af rådet. Den første rapport om øen kom fra den svenske generalkonsul i den franske by L'Orient, Simon Bérard. Han rapporterede:
«Den (Saint-Barthélemy) är en mycket obetydlig ö, utan strategisk position. Den är mycket fattig och torr, med en synnerligen liten befolkning. Bara salt och bomuld produceras där. En stor del av ön utgörs av sterila klippor. Ön har inget sötvatten (ferskvand); alla brunnarna på ön ger bara bräkt vatten (brakvand). Vatten måste importeras från närliggande öar. Det finns inga vägar någonstans».
Ifølge Bérard var der ingen muligheder for at etablere en landbrugsproduktion, fordi jorden var for gold. Øens eneste fordel var en god havn. Derfor anbefalede han kongen, at øen skulle gøres til et frihandelsområde.

### Svensk slavehandel etableres
Sidst i 1700-tallet havde Frankrig problemer med at få nok slaver til sine egne kolonier i området på grund af smuglervirksomheden i området. Svenskerne håbede derfor på at kunne bruge øen som base for slaveeksport til de franske kolonier. Hvis dette blev en succes, var det tanken, at Sverige senere skulle udvide sit koloniherredømme til flere øer i området. Svenskekongen vidste, at de største slavehandelsnationer i Europa, Storbritannien, Frankrig, Portugal, Spanien og Nederlandene, tjente stort på deres slavehandel, og derfor fulgte han Bérards anbefaling. Han omdøbte hovedstaden på øen til Gustavia, og prøvede at omdanne Saint-Barthélemy til et centrum for slavehandel. Sådan blev Sverige en slavehandelsnation.
I efteråret 1786 blev det Svenske Vestindiske Kompagni oprettet på øen. Kongen fortalte aktieejerne at de kunne se frem til store gevinster. Alle som havde råd kunne købe aktier, men kongen skulle beholde ti procent, noget som gjorde ham til største aktionær.
Den 31. oktober samme år blev der udstedt et privilegiebrev til Det Vestindiske Kompagni, som fik ret til at handle med slaver mellem Afrika og Vestindien. Paragraf 14 lød således:
«Kompaniet är fritt at bedriva slavhandel på Angola och den afrikanska kusten, där sådant är tillåtet».
Gevinsten fra selskabet blev delt sådan at kongen fik en fjerdedel og kompagniets øvrige aktionærer tre fjerdedele af udbyttet, selv om kongens ejerandel ikke foreskrev en sådan fordeling. Den 12. marts 1790 indførte kongen en ny toldskat og konstitution for øen. Begge var udformet for at gøre Saint-Barthélemy til et paradis for slavehandel. De nye love gav gode muligheder for slavehandlere fra hele verden.
Enhver som importerede slaver fra Afrika til Saint-Barthélemy direkte, skulle slippe for at betale told:
«Fri import af slaver og handel med sorte slaver eller såkaldte negere fra Afrika er givet til alle nationer, uden at have betalt nogen told eller afgift ved aflastningen».
I tiden lige efter 1800 oplevede øen stærk økonomisk vækst, og befolkningen talte cirka 6 000 mennesker. Folk fra hele Vestindien kom til øen for at købe slaver. De som kom fra andre øer måtte betale told, når slaverne skulle eksporteres fra øen. Slaver i svensk eje kunne imidlertid eksporteres til halv toldsats, fordi svenskekongen ønsket at stimulere svensk slavehandel. Der var også forskel på toldsatserne for slaver som blev fragtet til øen af svenske skibe og udenlandske skibe.

### Svenskerne afvikler slavehandelen
Hvor mange slaver som blev fragtet til Vestindien på svenske skibe er umuligt at sige, eftersom de fleste dokumenter fra denne mørke epoke i svensk historie er gået tabt.
Modstanden mod slavehandel blev imidlertid stadig stærkere, særligt i den ledende slavehandelsnation Storbritannien. Dette påvirkede også andre land, som derfor overvejede at afskaffe denne virksomhed. Da emnet blev glohedt, besluttede den svenske regering, at det var bedst at holde sig udenfor, og handelen på Saint-Barthélemy blev nedlagt.
I 1788 sendte den britiske komite for afskaffelse af slaveriet Anders Sparman, en svensk modstander af slavehandel, til Gustav III. De frygtede at andre lande ville udvide deres slavehandel, hvis Storbritannien afskaffede sin egen. Udsendingen havde både bøger om emnet og et brev til svenskekongen med, hvor denne blev opfordret til at hindre sine undersåtter i at deltage i videre slavehandel. I kongens svar, som blev afleveret gennem Sparman, skrev han at ingen i landet havde deltaget i en sådan handel, og at han skulle gøre alt i sin magt for at forhindre, at noget sådant skete.

#### Guvernører (1784– 1878)
| Navn                                                     | Årstal      |
| -------------------------------------------------------- | ----------- |
| Salomon Maurits von Rajalin (1757-1825)                  | 1785 – 1787 |
| Pehr Herman Aurivillius Rosén von Rosenstein (1763-1799) | 1787 – 1790 |
| Carl Frederik Bagge af Söderby (1750-1828)               | 1790 – 1795 |
| Georg Henrik Johan af Trolle (1763-1824)                 | 1795 – 1800 |
| Hans Henrik Anckarheim (1748-1814)                       | 1800 – 1812 |
| Bernd Robert Gustaf Stackelberg (1784-1845)              | 1812 – 1816 |

| Navn                                                   | Årstal      |
| ------------------------------------------------------ | ----------- |
| Johan Samuel Rosensvärd (1782-1818)                    | 1816 – 1818 |
| Johan Norderling (1760-1828)                           | 1819 – 1826 |
| James Haarlef Haasum (1791-1871) & Lars Gustaf Morsing | 1826 – 1860 |
| Fredrick Carl Ulrich (1808-1868)                       | 1860 – 1868 |
| Bror Ludvig Ulrich (1818-1887)                         | 1868 – 1878 |

### Under Frankrig
Tiårene efter 1800 blev efterfulgt af katastrofer, både naturlige og økonomiske, og i 1878 solgte svenskerne øen tilbage til Frankrig for 80 000 franc. På det tidspunkt var der kun 1 000 indbyggere på øen. Afståelsen af øen markerede, at Sveriges kolonitid var slut. Siden da har det franske flag været St. Barths officielle flag.

Den 19. marts 1946 blev indbyggerne franske statsborgere med fulde borgerrettigheder. Øen blevet sammensluttet med St. Martin, Guadeloupe og Martinique og fik status som oversøisk departement. Befolkningen på St. Barths var på dette tidspunkt relativt fattig, og da Frankrig ikke gav økonomisk støtte udviklede øen et nært forhold til US Virgin Islands. Mange mænd fra St. Barts tog således arbejde på St. Thomas for at forsørge deres familier.

Øen fik elektricitet i 1961, hvilket gav grundlag for en spirende turisme i 1960erne, der udvikledes i 1970erne, og fra begyndelsen af 1980erne førte til indvandring af en betydelig international befolkning, heriblandt mange velhavere. I dag er øen kendt for sin eksklusivitet og luksusturisme.

## St. Barths i dag
I 2007 blev St. Barths udskilt fra Guadeloupe, som er et oversøisk departement tilhørende Frankrig, og blev et eget oversøisk fransk territorium, kaldt collectivité d'outre-mer.
Øen har i dag ingen arbejdsløshed, og kriminalitet er næsten fraværende.Tilflytningen til øen overstiger langt fraflytningen, hvilket afspejles i boligpriserne. En villa på to etager med tre soveværelser bliver sædvanligvis solgt for omkring US$ 7 millioner. Kvadratmeterprisen var højere her end på Champs-Élysées i Paris (2005).
Øen besøges af cirka 160 000 turister årlig, de fleste på dagsbesøg fra naboøen St. Martin. De kommer enten via katamaran eller med fly. Øen er også et populært anløbssted for krydstogtsskibe.